# Kawika Shoji
Kawika Shoji, född 11 november 1987 i Honolulu i Hawaii, är en amerikansk volleybollspelare. Shoji blev olympisk bronsmedaljör i volleyboll vid sommarspelen 2016 i Rio de Janeiro.